# Anagyrus flaviceps
Anagyrus flaviceps är en stekelart som beskrevs av Timberlake 1941. Anagyrus flaviceps ingår i släktet Anagyrus och familjen sköldlussteklar. Inga underarter finns listade i Catalogue of Life.